# Conus sanguinolentus
Conus sanguinolentus is een in zee levende slakkensoort uit het geslacht Conus. De slak behoort tot de familie Conidae. Conus sanguinolentus werd in 1834 beschreven door Quoy & Gaimard. Net zoals alle soorten binnen het geslacht Conus zijn deze slakken roofzuchtig en giftig. Zij bezitten een harpoenachtige structuur waarmee ze hun prooi kunnen steken en verlammen.